# Dafydd ap Gwilym

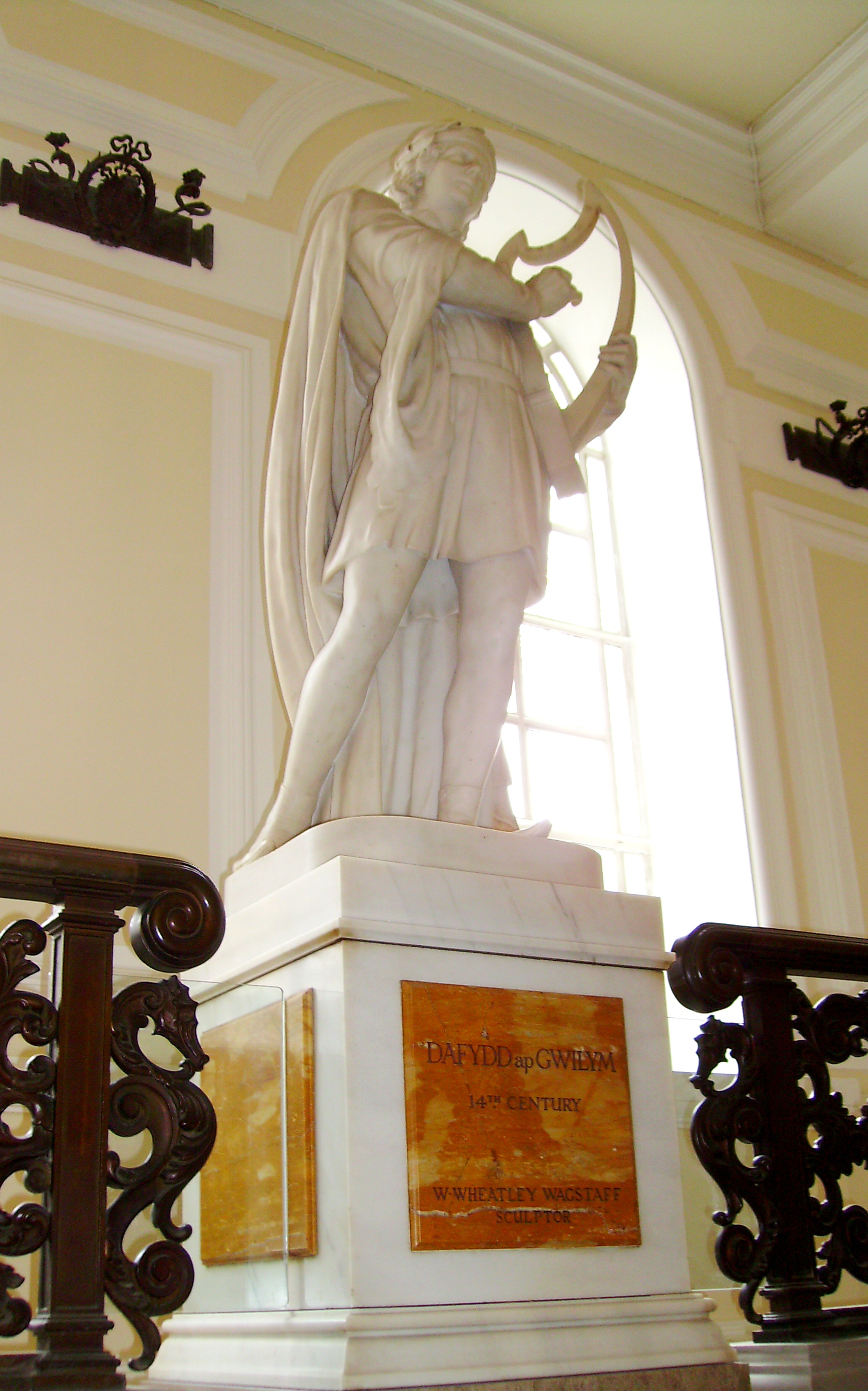
Statue Dafydds ap Gwilym, Cardiff City Hall

Dafydd ap Gwilym (* um 1320 in Ceredigion (Cardiganshire); † um 1350) wird als der bedeutendste walisische Dichter angesehen. Wolfgang Meid zählt ihn, obwohl er „wie die meisten kymrischen [= walisischen] Dichter außerhalb Wales so gut wie unbekannt ist, [...] zu den großen Dichtern von Weltrang“.

## Biografie
Dafydd ap Gwilym stammte aus einer adligen Familie, war kein berufsmäßiger Barde, aber meisterhaft im Gebrauch walisischer Versformen. Ihm ist die Popularisierung der Cywydd-Metrik zu verdanken.
Aus seinen Werken ist ein großräumiger europäischer Einfluss erkennbar, zum Beispiel von umherziehenden Minstrels und französischen Troubadouren, was auf eine Vielzahl von Reisen, auch auf den Kontinent, hindeutet. In seinen Werken bedient er sich der zeitgenössischen Umgangssprache der gebildeteren Stände, vermeidet altertümliche Ausdrucksweisen und gilt damit als Begründer neuerer walisischer Poesie.
Sein Hauptthema ist die Liebe, seine Gedichte sind vielen Frauen gewidmet, im Besonderen aber einer Morfudd. Seine wohl bekannteste Arbeit ist Die Mädchen von Llanbadarn, wo er davon spricht, sonntags alleine deshalb zur Kirche zu gehen, um die Schönheiten des Dorfes zu sehen.
Viele seiner Werke sind im Llyfr Gwyn Hergest („Weißes Buch von Hergest“) aufgezeichnet.

### Primärliteratur
- Dafydd ap Gwilym: Gwaith Dafydd ap Gwilym. Hrsg.: Thomas Parry. 3. Auflage. Gwasg Prifysgol Cymru, Cardiff 1996, ISBN 0-7083-1356-6.

### Sekundärliteratur
- Rachel Bromwich: Dafydd ap Gwilym. University of Wales Press, Cardiff 1974, ISBN 0-7083-0572-5.
- Helen Fulton: Dafydd ap Gwilym and the European context. University of Wales Press, Cardiff 1989, ISBN 0-7083-1030-3.
- Ludwig Christian Stern: Davydd ab Gwilym: Ein walisischer Minnesänger des XIV Jahrhunderts. Nach seinen Gedichten geschildert. Halle an der Saale 1908.
- Sabine Heinz, Andrea Kutschke: Herausragende Minnesänger im Vergleich: der Waliser Dafydd ap Gwilym und Walther von der Vogelweide. In: Helmut Birkhan (Hrsg.): Der achthundertjährige Pelzrock : Walther von der Vogelweide - Wolfger von Erla. Wien 2005, ISBN 3-7001-3467-3 (Vorträge gehalten am Walther-Symposion der Österreichischen Akademie der Wissenschaften vom 24. bis 27. September 2003 in Zeiselmauer).